# آنا ویروبووا
آنا الکساندرونا ویروبووا (روسی: А́нна Алекса́ндровна Вы́рубова (Тане́ева))؛ ۱۶ ژوئیه ۱۸۸۴–۲۰ ژوئیه 1964) یک ندیمه و نجیب‌زاده روس و بهترین دوست و محرم اسرارتزارینا الکساندرا فئودورونا بود.

## اوایل زندگی

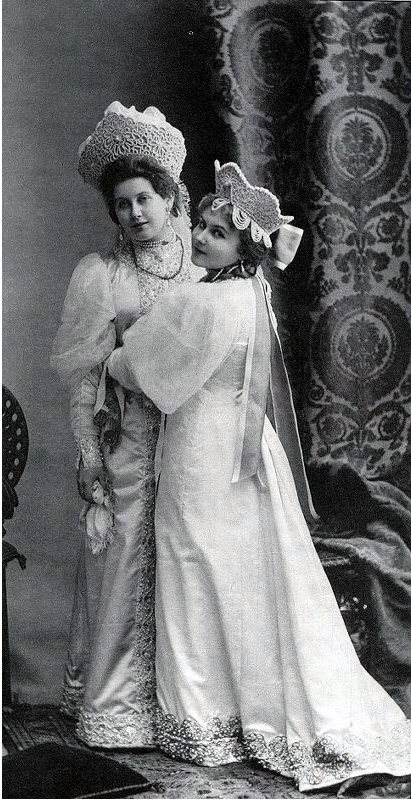
آنا الکساندورنا ویروبووا (چپ) و خواهرش الکساندرا الکساندرونا تانیوا (راست)

آنا الکساندرونا تنیوا در ارانینبوم متولد شد. پدرش رئیس مباشر صدر اعظم تزار و آهنگساز بود. مادرش ، کنتس نادژدا تولستوی، از نوادگان فیلد مارشال میخائیل کوتوزوف بود. به دلیل این ارتباطات، او از همان کودکی به دربار شاهنشاهی پیوست. او دو خواهر و برادر کوچکتر داشت: سرگئی و الکساندرا.
او از کودکی با فلیکس یوسوپوف همبازی بود. کسی که در آینده نقش کلیدی در قتل گریگوری راسپوتین داشت. یوسوپوف ویروبووا را ناخوشایند می‌دانست:
آنا بزرگترین دختر تنیف، قوی بنیه و بلند بالا بود و صورت پف کرده و براقی داشت که نمی‌توان در آن جذابیتی سراغ گرفت. با اینکه او هوشمندی خاصی نداشت اما حیله‌گر و موذی بود. یافتن همراه برای او مشکل بزرگی بود. هیچ‌کس گمان نمی‌کرد این دختر ناخوشایند روزی به نزدیکترین دوست تزارینا تبدیل شود. او نقش مؤثری در ظهور راسپوتین و مورد التفات قرار گرفتنش داشت.

## زندگی دردربار

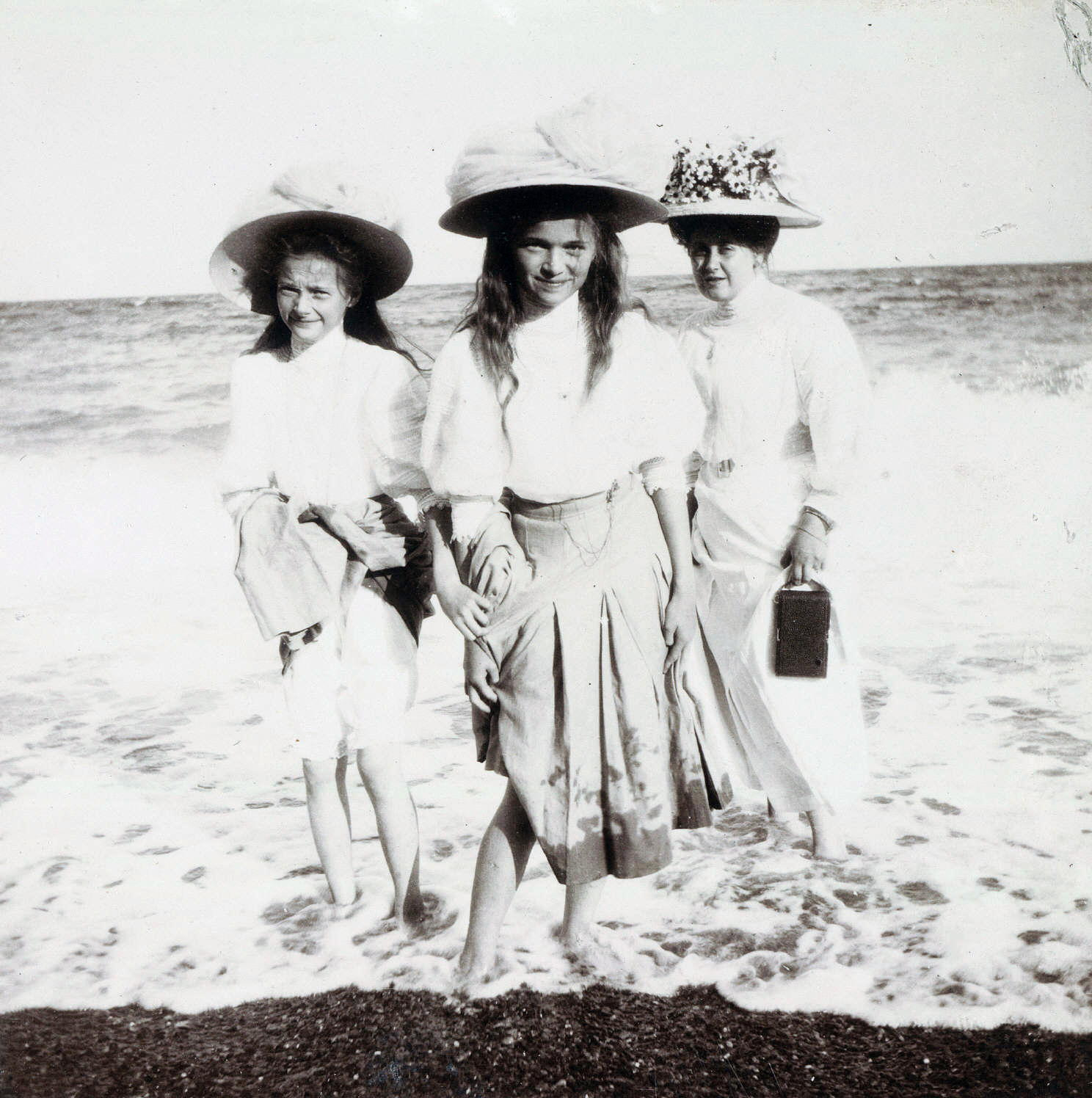
آنا ویروبووا همراه دو تن از دختران تزار از چپ: تاتیانا نیکولایونا رومانوا و الگا نیکولایونا

تزارینا ارادت آنا به خود را دوست داشت و با او دوست شد، و دیگر زنان دربار را تقریباً نادیده گرفت. در سال ۱۹۰۵، در سن بیست سالگی، برای اولین بار در دربار به او مقامی دادند. او در سه سال بعد با رومانوف‌ها به تعطیلات رفت. در سال ۱۹۰۷، آنا با نجیب‌زاده‌ای به نام الکساندر واسیلیویچ ویروبوف، افسری در دفتر صدر اعظم شاهنشاهی، ازدواج کرد. چند روز قبل از آن، راسپوتین به او هشدار داد که این ازدواج یک ازدواج ناخوشایند است. به گفته ویروبووا، شوهرش دیوانه بود و برای معالجه به سوئیس رفت. این زوج پس از یک سال و نیم طلاق گرفتند. گفته می‌شود شوهر آنا پس از اینکه فهمید وی با راسپوتین تماس گرفته‌است ناراحت شد. لیلی دهن نظر دیگری دارد. گفته می‌شود که مادر ویروبوا پس از انقلاب فوریه به بازجویان گفت که داماد او "کاملاً ناتوان است، با رفتاری کاملاً جنسی و بسیار منحرف و سادیستی. او رنج‌های بسیاری را به آنا تحمیل می‌کرد و احساس انزجار را برمی‌انگیخت. "
ویروبووا یکی از حامیان راسپوتین شد و به دستور تزارینا او را در سفر به زادگاه خود پوکروفسکوی همراهی کرد تا شایعات مربوط به این مرد را بررسی کند. ب او از برخی صومعه‌های منطقه بازدید کرد. با از بین رفتن دوستی تزارینا با میلیکا مونته‌نگرو و خواهرش آناستازیا، اهمیت ویروبوا در دربار بیشتر شد. "با مرگ پدر جان کرونشتات، پدر گریگوری در نظر او، به تنها واسطه با خدا، و تنها مرد با دعاهای موثر تبدیل شد. او را به جای پدر روحانی کرونشتات فرا خواندند. " در سال ۱۹۰۹ ویروبووا ملاقاتی میان راهب ایلیودور (از حامیان و سپس مخالفان راسپوتین) و تزار در خانهٔ خود ترتیب داد. در حوالی عید پاک سال ۱۹۱۲ ویروبووا راسپوتین را با قطار به یالتا برد؛ بنابراین او قادر به ملاقات با خانواده سلطنتی در لیوادیا، کریمه شد.

### راسپوتین
در اوایل اکتبر ۱۹۱۲، در جریان یک بحران شدید در اسپالا، در لهستان روسیه، تزارویچ الکسی به سختی مجروح شد و خونریزی کرد. تزارینا برای کمک گرفتن از راسپوتین که در آن زمان در دسترس نبود، به ویروبووا متوسل شد.

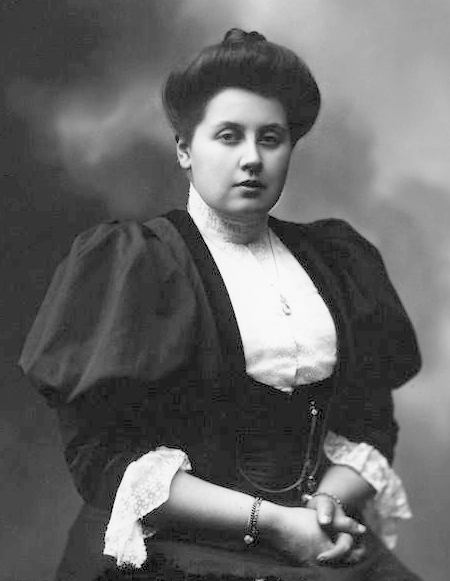
از نظر پییر جیلیارد و الکساندر اسپیریدوویچ، ویروبووا هنگام ورود به دربار نادان و عاری از عقل سلیم بود. اسپیریدوویچ گفت که او آشکارا "ستایش کنندهٔ متعصب راسپوتین و نیروی محرکه فرقه او شد، و در راس حامیان او قرار گرفت"

برای مدتهای مدید او نقش واسطه ای میان تزارینا و راسپوتین بازی می‌کرد. در تابستان ۱۹۱۴، ویروبووا از راسپوتین که آنزمان در اثر حملهٔ خیونیا گوسوا در بیمارستانی در تیومن بستری بود تلگرامی دریافت کرد. او باید آن را مستقیماً به دست تزار نیکلاس دوم می‌رساند. راسپوتین از عواقب جنگ با آلمان ترسیده بود. نیکولاس عصبانی شد، اما آنا ترتیب دیدار دوباره داد. در حالی که بعد از مناظره در دومای سلطنتی، راسپوتین به مشاور شخصی ملکه تبدیل شده بود و پس از تزار فرماندهی عالی ارتش روسیه در ۱۹۱۵ اوت ۲۳ را بدست آورده بود. این عامل در دخالت راسپوتین در دولت مؤثر بود. تمام تماس‌های تزارینا و راسپوتین از طریق ویروبووا انجام می‌شد. هر روز ساعت ۱۰ او با راسپوتین تماس می‌گرفت و او برای دیدار با الکساندرا به محل اقامت او در تزارسکویه سلو می‌آمد. بزرگترین نگرانی تزار این بود که الکساندرا ممکن است اطلاعات را با دیگران به اشتراک بگذارد.